# Ruta Estatal de Nevada 115
La Ruta Estatal de Nevada 115, y abreviada SR 115 (en inglés: Nevada State Route 115) es una carretera estatal estadounidense ubicada en el estado de Nevada. La carretera inicia en el Sur desde la SR 119     en Fallon hacia el Norte en la Stillwater Avenue en Fallon (Nevada). La carretera tiene una longitud de 7,8 km (4.821 mi).

## Mantenimiento
Al igual que las autopistas interestatales, y las rutas federales y el resto de carreteras estatales, la Ruta Estatal de Nevada 115 es administrada y mantenida por el Departamento de Transporte de Nevada por sus siglas en inglés Nevada DOT.